# مدينة الملك خالد العسكرية
مدينة الملك خالد العسكرية هي أكبر مدينة عسكرية في الشرق الأوسط ويمكنها احتواء أكثر من 65 الف عسكري واستخدمت كقاعدة لحرب الخليج الثانية (1990-1991) وكانت تدعى من قبل الجنود الأمريكين المدينة الزمردية نظراً لتصميمها الشبيه بشكل الزمردة والسداسي الشكل وهي الآن تحتوي على لواءين للقوات البرية الملكية السعودية هما اللواء السادس المدرع (لواء الملك فهد) واللواء العشرون واللواء الثالث والعشرون المدفعي ومجموعة الدفاع الجوي السعودي السادسة ومجموعة قوات طيران القوات البرية الأول (طيران الجيش السعودي) وقاعدة الإمداد والتموين الشمالية ولواء لقوات درع الجزيرة المتعددة ومدرسة سلاح المهندسين يعيش في هاذه المدينة قرابة 120 ألف من العسكريين السعوديين ضباط وأفراد مع عوائلهم وتحتوي على مرافق إسكان خاصة ويتم بناء 15 الف وحدة سكنية جديدة كما كان قائد الطيران والدفاع العام الرئيس محمد بن رافع آل حميد الشهري لعامين 2013م و 2014م قد صرح بأنها ستكون من أكبر المدن العسكرية في العالم.
قام بتصميمها وتنفيذها قطاع الهندسة العسكرية الأمريكي ما بين 1980م و 1984م يوجد بها مستشفيات عسكرية منها مستشفى الملك خالد العسكري ومستوصفات تتبع إداريًا لمحافظة حفرالباطن وتبعد عنها 60 كم تقريبًا.